# Setodes furcatulus
Setodes furcatulus là một loài Trichoptera trong họ Leptoceridae. Chúng phân bố ở miền Cổ bắc.